# Anatrichus oblongus
Anatrichus oblongus är en skalbaggsart som beskrevs av Horn. Anatrichus oblongus ingår i släktet Anatrichus och familjen jordlöpare. Inga underarter finns listade i Catalogue of Life.